# Бекапай
Бекапай — індонезійське офшорне нафтогазове родовище, виявлене у Макасарській протоці.
Бекапай належить до нафтогазового басейну Кутей, виникнення якого пов’язане із виносом осадкового матеріалу потужною річкою Махакам. Родовище відкрили у 1972 році унаслідок спорудження на мілководді свердловини Bekapai-1, яка досягнула глибини у 3641 метр. Під час подальшої розвідки на Бекапай виявили численні поклади, зокрема, біля сотні нафтових у пісковиках епохи міоцену, які знаходяться на глибинах від 1300 до 2500 метрів. Крім того, вище та нижче у відкладення пліоцену та того самого міоцену виявлені газові поклади.
Родовище знаходиться в районі з глибиною моря від 30 до 40 метрів, тому його розробку організували за допомогою стаціонарних споруд. Всього встановили 9 платформ, які обслуговували роботу 74 свердловин, споруджених до 1996 року. Видобуток на Бекапай стартував у 1974-му і досягнув піку в 1978-му з показником у 58 тисяч барелів на добу (піковий видобуток попутного газу прийшовся на 1977 рік та становив 1,3 млн м3 на добу). Станом на 1992 рік цей показник становив вже лише дещо більше за 9 тисяч барелів (плюс 0,7 млн м3 газу), при цьому накопичений видобуток з родовища досягнув 167 млн барелів (та 4,4 млрд м3 газу). Станом на 2007-й видобуток впав до 1 тисячі барелів, при цьому вважалось, що вилучено близько 95 % запасів. 
Втім, буріння 9 нових свердловин дозволило у 2013-му досягнути добового видобутку на рівні 10 тисяч барелів нафти та 1,3 млн м3 газу. Після цього узялись за наступний етап проєкту, який передбачав спорудження до 10 свердловин та мав за мету активніше залучити у розробку газові запаси. Останнє передбачало видобуток як з верхньої та нижньої зон, так і спрацювання газових шапок частини покладів головної нафтової зони. Як очікувалось, це мало довести видобуток газу до 2,6 млн м3 на добу.
Видачу продукції з Бекапай організували за допомогою мультифазного трубопроводу довжиною 42 км та діаметром 300 мм, який прямує до наземної установки підготовки. Тут вилучають воду та газ, після чого нафту передають до термінала Сеніпах, який забезпечує вивіз продукції великими танкерами (дедвейт до 125 тисяч тонн). Втім, зазначений трубопровід міг транспортувати продукт із вмістом газу не більше за 7 тисяч кубічних футів на барель, тому у 2015 для забезпечення розробки газових покладів платформу BA родовища Бекапай сполучили газопроводом довжиною 13 км та діаметром 300 мм із платформою SWP-K газового родовища Печіко, в межах розробки якого на Сеніпах колись спорудили газопереробний комплекс. Із Сеніпаху підготований газ подається до трубопроводу Сеніпах – Бонтанг.
Родовище належить до ліцензійної ділянки Махакам, право на яку має консорціум французької Total (50 % участі, оператор) та японської Inpex (50 %). 